# Gazelle FC
Der Gazelle FC ist ein tschadischer Fußballverein aus N’Djamena. Er trägt seine Heimspiele im Stade Omnisports Idriss Mahamat Ouya aus.
Der Verein wurde 1972 gegründet und in die zweite Liga aufgenommen. Gleich im ersten Jahr gelang der Aufstieg in die Championnat National. Seitdem gehören sie zu den Spitzenvereinen, aber erst 2009 gelang es, die Meisterschaft zu gewinnen. Den Erfolg wiederholten sie 2012. Erfolgreicher waren sie im Coupe de Tschad, die sie 1973, 1974, 1997, 2000 und 2001 gewinnen konnten. Durch den Erfolg qualifizierten sie sich mehrmals für die afrikanische Wettbewerbe, schieden aber meist in der ersten Spielrunde aus.

## Statistik in den CAF-Wettbewerben
| Wettbewerb                    | Runde         | Gegner                     | Hinspiel         | Rückspiel        |
| ----------------------------- | ------------- | -------------------------- | ---------------- | ---------------- |
| African Cup Winners’ Cup 1993 | Qualifikation | CD Elá Nguema              | 1:1 (H)          | 1:2 (A)          |
| African Cup Winners’ Cup 1998 | Qualifikation | AS Dragons FC de l’Ouémé   | 1:4 (A)          | 2:2 (H)          |
| African Cup Winners’ Cup 2001 | Qualifikation | Sporting Clube da Praia    | 5:2 (H)          | n. a.            |
|                               | 1. Runde      | AS Saint-Luc               | 0:1 (H)          | 2:2 (A)          |
| African Cup Winners’ Cup 2002 | Qualifikation | Akokana FC                 | 0:0 (A)          | 3:1 (H)          |
|                               | 1. Runde      | USM Algier                 | 0:0 (H)          | 1:6 (A)          |
| CAF Confederation Cup 2005    | Qualifikation | FC 105 Libreville          | 3:1 (H)          | 0:2 (A)          |
| CAF Champions League 2010     | Qualifikation | Bayelsa United             | 1:0 (H)          | 2:2 (A)          |
|                               | 1. Runde      | al-Merrikh Khartum         | 1:1 (H)          | 0:2 (A)          |
| CAF Champions League 2013     | Qualifikation | al Zamalek SC              | 0:7 (A)          | 0:0 (H)          |
| CAF Champions League 2020/21  | Qualifikation | CF Garde Républicaine/SIAF | w/o              | w/o              |
|                               | 1. Runde      | al Zamalek SC              | nicht angetreten | nicht angetreten |

- 2001: Der Sporting Clube da Praia verzichtete auf das Rückspiel, damit rückte der Gazelle FC in die ersten Spielrunde.

## Erfolge
- Tschadischer Meister: 2009, 2012, 2015, 2020.
- Tschadischer Pokal: 1973, 1974, 1997, 2000, 2001, 2012.

## Trainerchronik
| Trainer       | Nationalität | Amtszeit  |
| ------------- | ------------ | --------- |
| Haroune Sabah | Tschad       |           |
| Modou Kouta   | Tschad       |           |
| Toukam Julien | Tschad       | 2011–2012 |
| Joseph Mounte | Kamerun      | 2012–2015 |
| Mamdou Bodjim | Tschad       | auf 2015  |